# Ormia australis
Ormia australis är en tvåvingeart som först beskrevs av Townsend 1911.  Ormia australis ingår i släktet Ormia och familjen parasitflugor. Inga underarter finns listade i Catalogue of Life.